# The Grand Tour Game
The Grand Tour Game – gra wyścigowa stworzona przez Amazon Game Studios Seattle i wydana przez Amazon Game Studio na konsole PlayStation 4 i Xbox One. Oparta na programie The Grand Tour. Gra została oficjalnie zapowiedziana 21 sierpnia 2018 roku przez Amazon, a następnie DriveTribe. Gra została wydana 15 stycznia 2019 roku, trzy dni przed premierą pierwszego odcinka trzeciego sezonu The Grand Tour.
W czerwcu 2020 roku gra została wycofana z PlayStation Store, Xbox One Store i Amazona. 

## Rozgrywka
Gra pozwala graczowi doświadczyć odcinka programu poprzez odtwarzanie scen. Na podstawie wyniku osiągniętego w konkretnej scenie jest przyznawany medal w jednym z trzech kolorów (złoty, srebrny, brązowy). Podczas scen gracz najczęściej ma za zadanie osiągnąć jak najlepszy czas na torze, wygrać wyścig lub osiągnąć konkretną prędkość. W grze są również poziomy, gdzie zadaniem jest zrobienie zdjęcia, ułożenie puzzli, czy z strzelanie z broni. Większość odcinków składa się z 14 lub 15 scen. 
W grze dostępny jest również lokalny tryb wieloosobowy, gdzie może rywalizować do czterech graczy w samochodach ze scen na torach i trasach pojawiających się w odcinkach. Podczas gry do wyboru jako kierowców mamy: Jeremiego Clarksona, Richarda Hammonda, Jamesa Maya i Abbie Eaton.

## Odbiór gry
Na stronie Metacritic gra osiągnęła wynik 52/100 na PlayStation 4 i Xbox One, co oznacza mieszane lub średnie opinie.